# Nyárádmagyarós
Nyárádmagyarós (románul Măgherani, németül Ungarischdorf) falu Romániában Maros megyében, Nyárádmagyarós község központja.

## Fekvése
A falu Nyárádszeredától keletre 10 km-re a Kis-Nyárád partján, a Súgó és Cigány-patakok egyesülésénél a Bekecsalján fekszik.

## Története
- Határában a Várbérc nevű helyen régi falu helyét vélik a helybeliek a Kisiklad aljában a tatárjáráskor használt vermek láthatók.
- 1910-ben 1465, túlnyomórészt magyar lakosa volt. A trianoni békeszerződésig Maros-Torda vármegye Nyárádszeredai járásához tartozott. 1992-ben 769 lakosából 753 magyar, 12 cigány és 4 román volt.
- 1937. december 20-án a felsőoroszi választókörzetbe szavazni indult 800 nyárádmagyarósi polgárt a mikházai jegyző (Iuliu Pereni/Perényi Gyula) és a román csendőrség feltartóztatták. A továbbindulni kívánó nyárádmagyarósiakra a jegyző és a csendőrök tüzet nyitottak. Tizenegy személyt ért találat, többségük maradandó fogyatékosságot szenvedett. ketten a helyszínen haltak meg, ketten utólag: Márton Károly, Sükösd Sándor, Balogh Antal, Siklódi Sándor. A sebesültek: Siklódi József, Sinka Károly, Barabás György, Bodon János, Csont Benjámin, Bodoni Péter, Balázs Antal.[2]
- 2003. december 7-i helyi népszavazás eredményeként 7 település különválik Nyárádmagyarós községtől Székelybere központtal.[3]

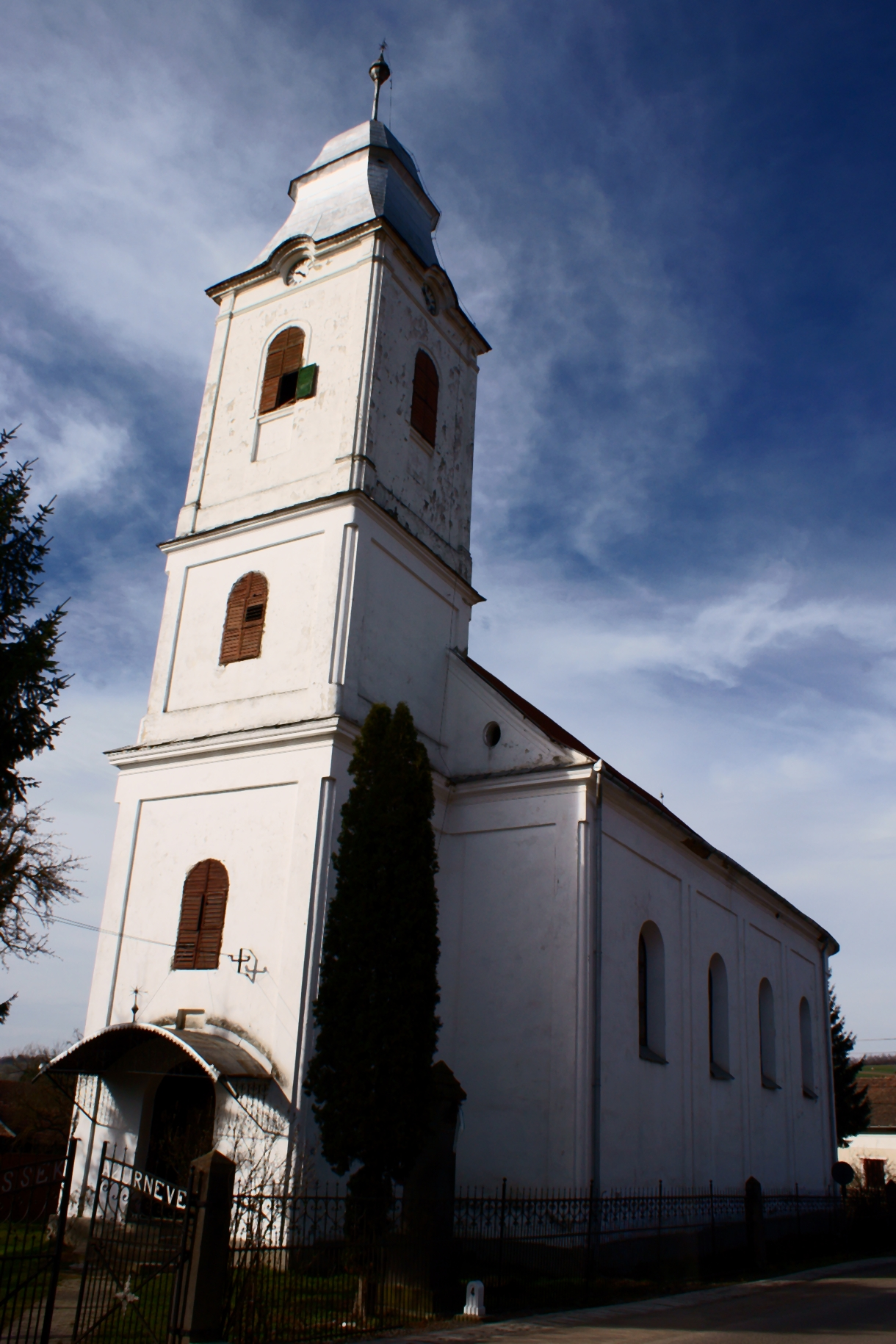
Református templom

## Látnivalók
- Református temploma 1791-ben épült, 1846 és 1866 között fejezték be.
- Római katolikus kápolnája a 20. század közepén épült a Vass család adományából.
- A falu északkeleti határában kurgánszerű földpiramisok találhatók, melyeket mindezideig még nem vizsgáltak meg komolyabban. Egyes kutatók szerint mesterséges eredetűek, erre bizonyíték lehet szabályos elhelyezkedésük.

## Híres emberek
- Itt született 1903-ban Udvarhelyi Károly földrajztanár.
- Itt született 1921. június 7-én Kacsó Albert gyógyszerész, gyógyszerészeti szakíró, gyógynövénykutató.